# Rue Édouard-Manet
La rue Édouard-Manet est une voie située dans le quartier de la Salpêtrière du 13e arrondissement de Paris.

## Situation et accès
La rue Édouard-Manet qui débute  28, avenue Stéphen-Pichon et se termine 161, boulevard de l'Hôpital est accessible par les lignes 5, 6 et 7 à la station Place d'Italie}.

## Origine du nom
Elle porte le nom du peintre français Édouard Manet (1832-1883), en raison d'un grand nombre de rues dans ce secteur dédiées aux peintres.

## Historique
Cette voie est ouverte, sous le nom de « rue Manet » par un arrêté du 7 décembre 1900, sur l'emplacement des anciens abattoirs de Villejuif et prend sa dénomination actuelle par un arrêté du 5 avril 1904,.

## Bâtiments remarquables et lieux de mémoire
- La rue longe l'École nationale des arts et métiers.

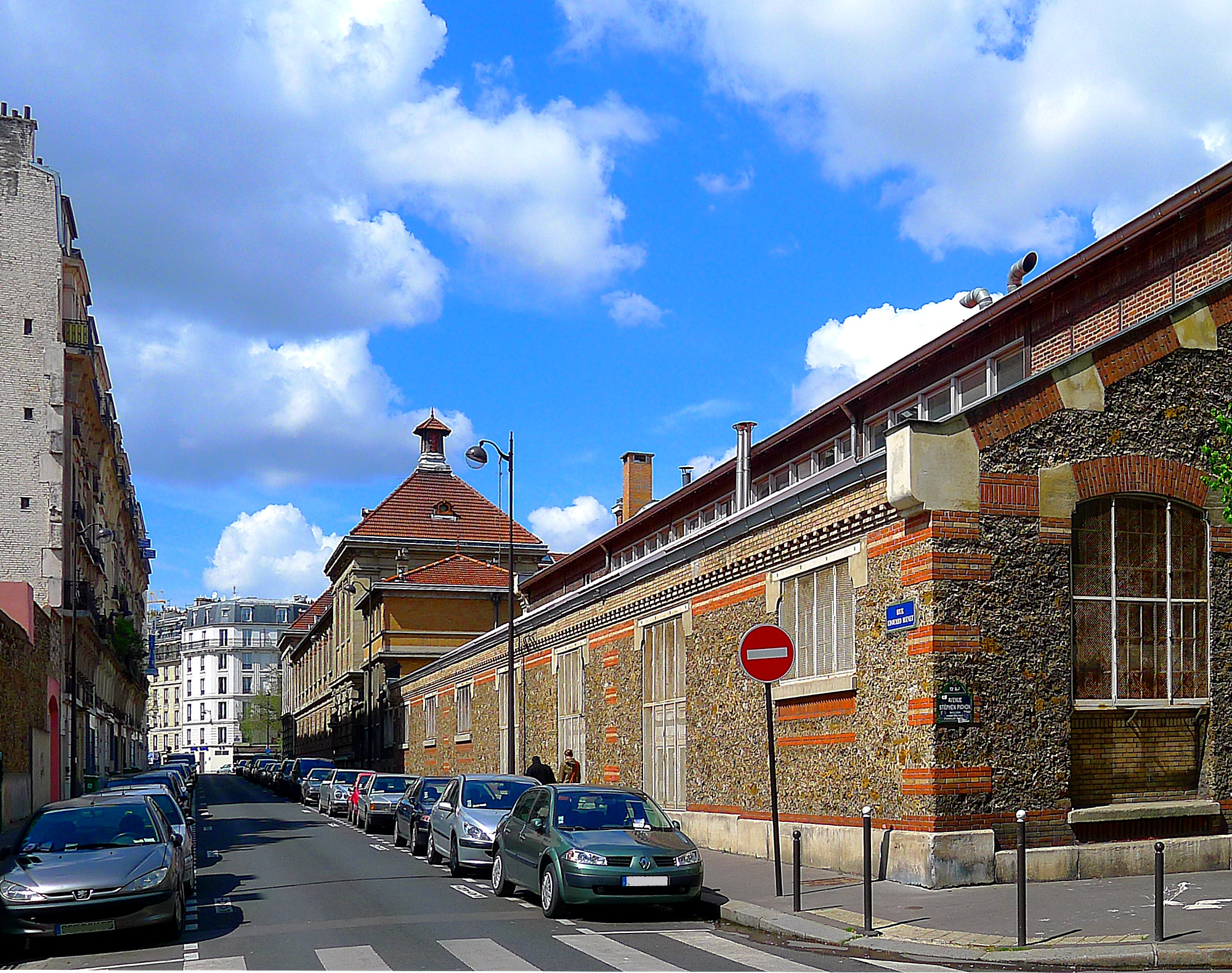
Vue de la rue vers le sud, avec les locaux de l'École nationale des arts et métiers.
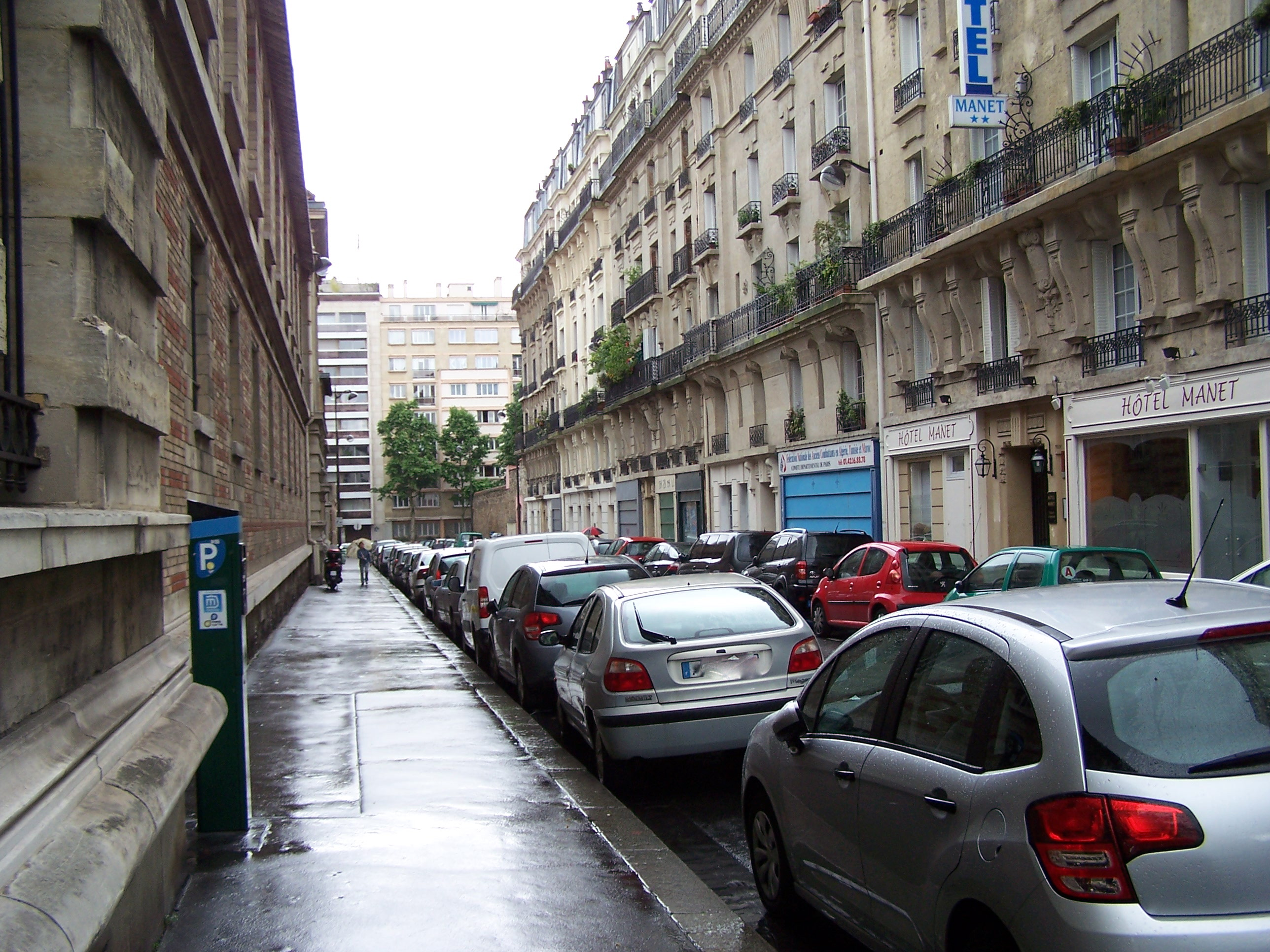
Vue de la rue vers le nord.